# Il delitto della via di Nizza
Il delitto della via di Nizza è un film muto italiano del 1913 diretto da Henri Étiévant.